# Melophorus hirsutus
Melophorus hirsutus är en myrart som beskrevs av Auguste-Henri Forel 1902. Melophorus hirsutus ingår i släktet Melophorus och familjen myror. Inga underarter finns listade i Catalogue of Life.